# Ghiacciaio Bravo

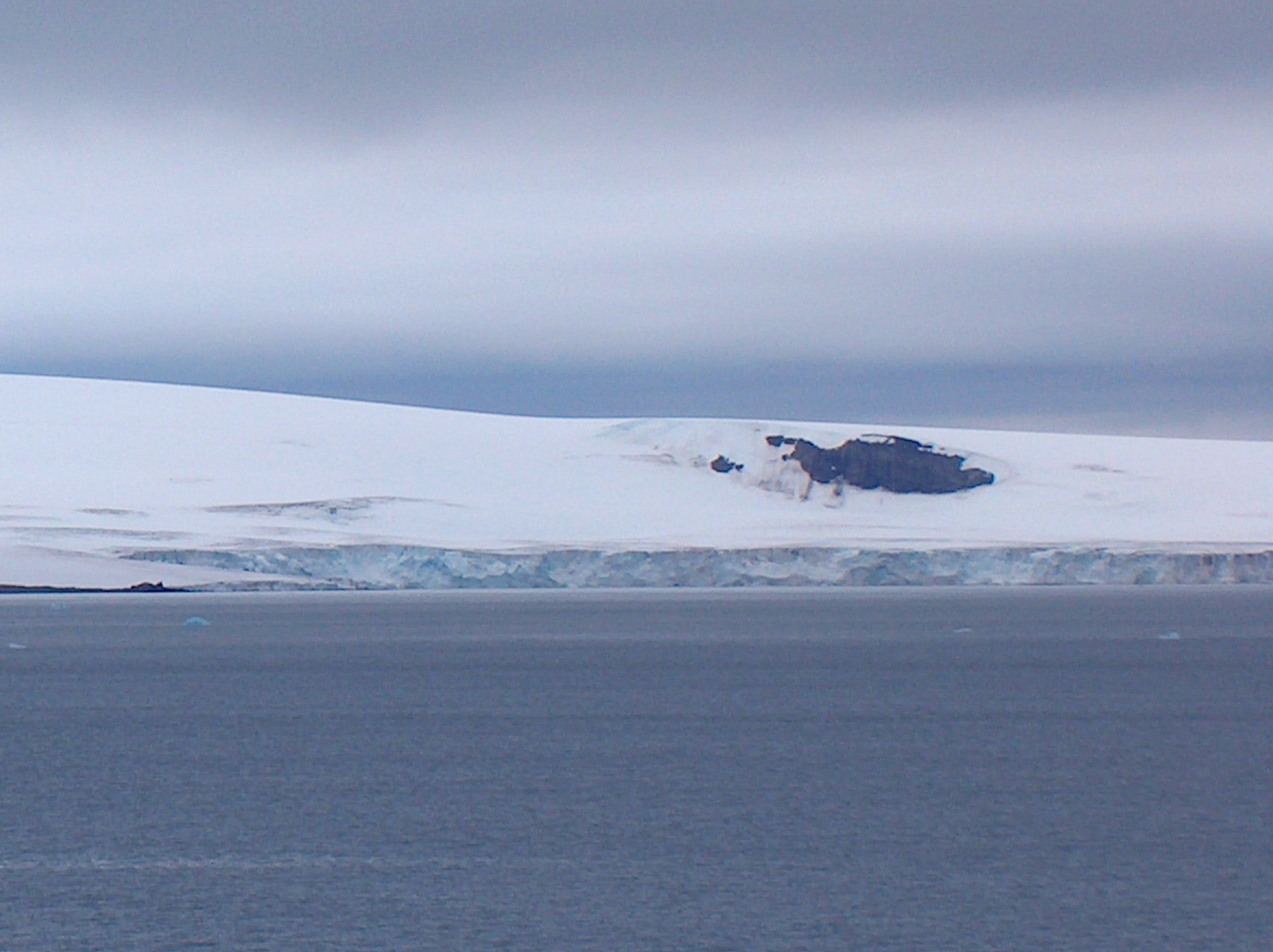
Il ghiacciaio Bravo visto dall'isola Half Moon.

Il ghiacciaio Bravo è un ghiacciaio lungo circa 2,1 km e largo circa 2,3, situato sull'isola Greenwich, nelle isole Shetland Meridionali, un arcipelago antartico situato poco a nord della Penisola Antartica. Il ghiacciaio, più largo che lungo, si trova in particolare sulla costa centro-meridionale dell'isola, dove fluisce verso sud-est scorrendo lungo il versante meridionali delle cime Dryanovo, fino a entrare nella cala Shopski.

## Storia
Il ghiacciaio Bravo è stato così battezzato dai membri della settima spedizione antartica cilena, condotta nella stagione 1952-53 al comando di Alberto Kahn Wiegand, in onore, probabilmente, di un ufficiale della nave Lientur, una delle imbarcazioni utilizzata in tale spedizione.